# Taliana Vargas
Taliana María Vargas Carrillo (Santa Marta, 20 de diciembre de 1987) es una actriz, presentadora, modelo, activista social y también imagen de reconocidas marcas colombianas. Fue elegida Señorita Colombia 2007-2008. Al año siguiente participó en Miss Universo 2008 donde quedó como primera finalista.
Es la primera dama de la ciudad de Cali desde el 1° de enero del 2024, por su matrimonio con el actual alcalde de la ciudad, el empresario y político Alejandro Eder.

## Biografía
Taliana Vargas nació en Santa Marta el 20 de diciembre de 1987. Es hija de Juan Sebastián Vargas y María Carrillo. Estudió inglés en el Northern Virginia Community College de Virginia, Estados Unidos;<ref>[https://web.archive.org/web/20071111114741/http://www.canalrcn.com/programas/concursoNacionalDeBelleza2007/
En 2009 debutó en la actuación interpretando a Robina Arzuaga en la telenovela Bermúdez, además de participar como presentadora principal en el concurso / reality show Desafío 2009: La Lucha de Las Regiones, la revancha, ambos programas de Caracol TV. En 2011 protagonizó la telenovela Chepe Fortuna de RCN Televisión, por la cual ganó el premio TVyNovelas como Actriz Protagónica Favorita de Telenovela en marzo de 2011. En 2012-2013 fue protagonista de la telenovela Rafael Orozco, el ídolo, que narra la vida del fallecido cantante de vallenato Rafael Orozco Maestre, interpretando a Clara Cabello, esposa del cantante[cita requerida]. En el mes de septiembre de 2013 fue, junto a Gabriel Delascasas, la presentadora del Festival Internacional del Humor. Actualmente se encuentra realizando varios proyectos de modelaje y actuación, además de realizar actos de beneficencia para los menos favorecidos.

## Señorita Colombia
Taliana Vargas representó al departamento de Magdalena en el Concurso Nacional de Belleza, donde obtuvo el título de Señorita Colombia 2007-2008 obteniendo además títulos como Señorita Elegancia Prima-tela, Reina de la Policía, Rostro Jolie, y el mejor cuerpo del concurso.

## Miss Universo
Taliana María Vargas viajó a participar en el certamen Miss Universo 2008 que se realizó el 14 de julio de 2008 en el Crown Convention Center dentro del Diamond Bay Resort en la pequeña ciudad de Nha Trang, Vietnam. En la primera fase de la competencia, National Costume, se posicionó como la mejor de su grupo con el traje diseñado por Alfredo Barraza, el cual llevaba el nombre de Colombia, un País Hecho a Mano; en la segunda fase que consistía Swimming Competition, lució un traje de baño color naranja animada por la canción Just Dance de la intérprete Lady Gaga, ocupando el primer lugar con una puntuación de 9.433. En la siguiente fase consistía en Evening Gown Competition, lució el vestido diseñado por Beatriz Camacho de color dorado con toques plateados, vaporoso, un muy volado además de tener piedras preciosas en las agarraderas, logrando con 9.829, una de las mejores valoraciones de toda la historia de Miss Universo (siendo la primera la de Carolina Gómez Correa, también colombiana). En la siguiente fase, consistente en las preguntas, fue interrogada por Jennifer Hawkins acerca de cambios de su vida pasada, a lo que Taliana respondió que no deseaba cambiar nada, porque todos sus momentos habían sido felices, y que para ella su vida era perfecta. Al momento de escoger la ganadora, se posicionó como primera finalista, o Virreina Universal de la Belleza, la ganadora ese año fue Miss Venezuela, Dayana Mendoza. Vargas se posicionó igualmente de segundo lugar en la competencia del Mejor Cuerpo, y el Mejor Traje Nacional, además de ser la participante con mejores puntajes de dicha edición.

## Filmografía

### Televisión
| Año       | Título                  | Personaje        | Rol                | Canal              |
| --------- | ----------------------- | ---------------- | ------------------ | ------------------ |
| 2017      | Narcos                  | Paula Salcedo    | Reparto            | Netflix            |
| 2016      | Mujeres asesinas        | Rita, la burlada | Protagonista       | RCN Televisión     |
| 2014      | Fugitivos               | Esperanza Gómez  | Protagonista       | Caracol Televisión |
| 2012-2013 | Rafael Orozco, el ídolo | Clara Cabello    | Protagonista       | Caracol Televisión |
| 2012      | Casa de reinas          | Niña Cabrales    | Actuación especial | RCN Televisión     |
| 2010-2011 | Chepe Fortuna           | Niña Cabrales    | Protagonista       | RCN Televisión     |
| 2009      | Bermúdez                | Robin Arzuaga    | Actuación especial | Caracol Televisión |
| 2004      | Liceo                   | Estefanía Realpe | Protagonista       |                    |

### Presentación
| Año  | Título                                              | Nota                                       | Canal              |
| ---- | --------------------------------------------------- | ------------------------------------------ | ------------------ |
| 2016 | Bailando con las Estrellas                          | Presentadora                               | RCN Televisión     |
| 2014 | Concurso Nacional de Belleza de Colombia            | Presentadora                               | RCN Televisión     |
| 2014 | Premios TVyNovelas (Colombia)                       | Presentadora (junto a Miguel Varoni)       | RCN Televisión     |
| 2013 | Festival Internacional del Humor 2013               | Presentadora (junto a Gabriel de las Casa) | Caracol Televisión |
| 2013 | Teletón Colombia                                    | Participación especial                     | Caracol Televisión |
| 2012 | Chica Miércoles!                                    |                                            |                    |
| 2009 | Desafío 2009: La lucha de las regiones, la revancha | Presentadora (junto a Víctor Mallarino)    | Caracol Televisión |

### Modelaje
| Año       | Título                                                                                    |
| --------- | ----------------------------------------------------------------------------------------- |
| 2007-2008 | Marca Jolie                                                                               |
| 2008      | Vestidos de baño Leonisa                                                                  |
| 2009      | Colección de la diseñadora Johanna Mancuso, Avon Products, Inc., champú Frutive, Studio F |
| 2010      | CBL SHOES, Studio F, Masglo                                                               |
| 2011      | Studio F, L'Oréal, Fitnestpkomkws Nestlé                                                  |
| 2012      | Fitness Nestlé, Studio F, Magdalena:legado cultural y natural de América                  |
| 2013      | L'Oréal, Fitness Nestlé, Pink Filosofy, Suntea                                            |
| 2017-2018 |                                                                                           |

### Pasarelas
| Año  | Título                                  |
| ---- | --------------------------------------- |
| 2010 | Beatriz Camacho, ColombiaModa           |
| 2011 | Vogue Fashion's Night Out, ColombiaModa |
| 2013 | ColombiaModa, Lima Fashion Week         |

Taliana también ha desfilado en pasarelas de poco reconocimiento a nivel nacional, pero con gran importancia en el territorio a desarrollarse.

### Vocería o Filantropía
- Embajadora Mundial Ante La ONU
- Embajadora Internacional de la ONU-HABITAT
- Fundación La Casa En El Árbol
- Connect 4 Climate
- UNICEF Colombia.
- Fundación JuanFe

### Reconocimientos fuera de premiaciones
| Año  | Título |
| ---- | --- |
| 2012 | El Cielo de los mejores vestidos, por Kika Rocha.                                                            |
| 2013 | Personaje del Año otorgado por "Hoy Diario del Magdalena"                                                    |
| 2013 | Mujer Inspiradora otorgado por "Cromos"                                                                      |
| 2013 | Premio Infashion Icono de la Moda                                                                            |
| 2013 | Mejor Actriz Protagonista de telenovela por Rafael Orozco, el ídolo, otorgado por "Premios Rating Colombia". |

## Premios y nominaciones

### Premios India Catalina
| Año  | Categoría                              | Telenovela o Serie      | Resultado |
| ---- | -------------------------------------- | ----------------------- | --------- |
| 2013 | Mejor actriz protagónica de telenovela | Rafael Orozco, el ídolo | Nominada  |

### Premios TVyNovelas
| Año  | Categoría                              | Telenovela o Serie      | Resultado |
| ---- | -------------------------------------- | ----------------------- | --------- |
| 2015 | Mejor actriz protagónica de serie      | Fugitivos               | Nominada  |
| 2013 | Mejor actriz protagónica de telenovela | Rafael Orozco, el ídolo | Ganadora  |
| 2011 | Mejor actriz protagónica de telenovela | Chepe Fortuna           | Ganadora  |

### Premios Talento Caracol
| Año  | Categoría                | Telenovela o serie      | Resultado |
| ---- | ------------------------ | ----------------------- | --------- |
| 2015 | Mejor actriz protagónica | Fugitivos               | Nominada  |
| 2014 | Mejor actriz protagónica | Rafael Orozco, el ídolo | Nominada  |